# 米耶拉 (新墨西哥州)
米耶拉（英語：Miera）是位於美國新墨西哥州尤寧縣的鬼鎮。

## 歷史
米耶拉的郵局於1889年設立，其後於1927年停運。

## 地理
米耶拉所處的海拔為高於海平面1494米（即4902英呎），而該地所採用的時區為UTC-7，即北美山地时区（MST）。同時該地設有夏令時間，為UTC-7調快一小時，即UTC-6（MDT）。